# برادلي ساندز
برادلي ساندز (بالإنجليزية: Bradley Sands)‏ (28 ديسمبر 1978 في الولايات المتحدة)؛ روائي أمريكي.